# Nambu-ben
 (février 2017).
Si vous disposez d'ouvrages ou d'articles de référence ou si vous connaissez des sites web de qualité traitant du thème abordé ici, merci de compléter l'article en donnant les références utiles à sa vérifiabilité et en les liant à la section « Notes et références ».

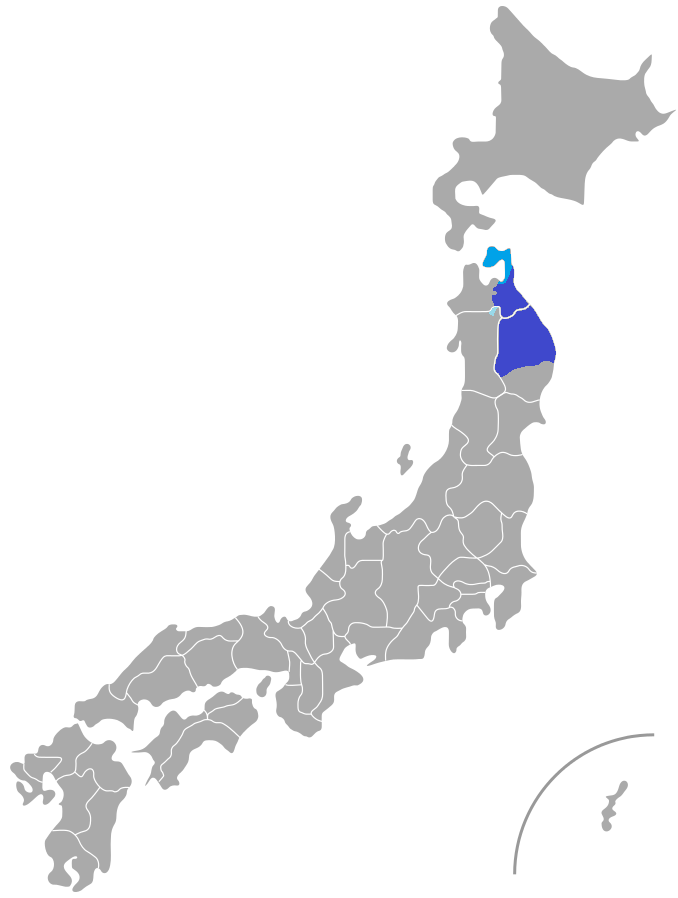
Régions où le dialecte Nanbu est pratiqué, comprenant le dialecte Shimokita (bleu moyen) et le dialecte Kazuno (bleu clair)

Le nambu-ben (南部弁) est un dialecte du japonais parlé dans la préfecture d'Aomori.
Ses caractéristiques, tant sur le plan de la prononciation que du vocabulaire, le rendent difficilement intelligible des habitants d'autres régions.
Le dialecte nambu est parlé dans une large zone couvrant la moitié est de la préfecture d'Aomori, les parties nord et centrale de la préfecture d'Iwate et le coin nord-ouest de la préfecture d'Akita. Les variations régionales sont considérables, du fait d'éléments tels que le degré de contact variable avec d'autres zones, en général lié à des barrières naturelles ou à la proximité de zones portuaires. Du fait de sa large répartition, les définitions du dialecte nambu peuvent varier selon la préfecture et le locuteur, des définitions plus restrictives ne se référant qu'à une variété locale et non au dialecte dans son ensemble. 

## Quelques exemples denambu-ben
- ばんかた, bankata en remplacement de ばんがた, bangata.
- さむいすけ, samuisuke en remplacement de さむい日で, samuihide.
- 「それだば、わがねべ。」 en lieu de 「それだったら、ダメだよね。」
- 「んが、でーんだっきゃ。」 en lieu de 「あなた、誰ですか。」